# Shane Harper (Schauspieler)

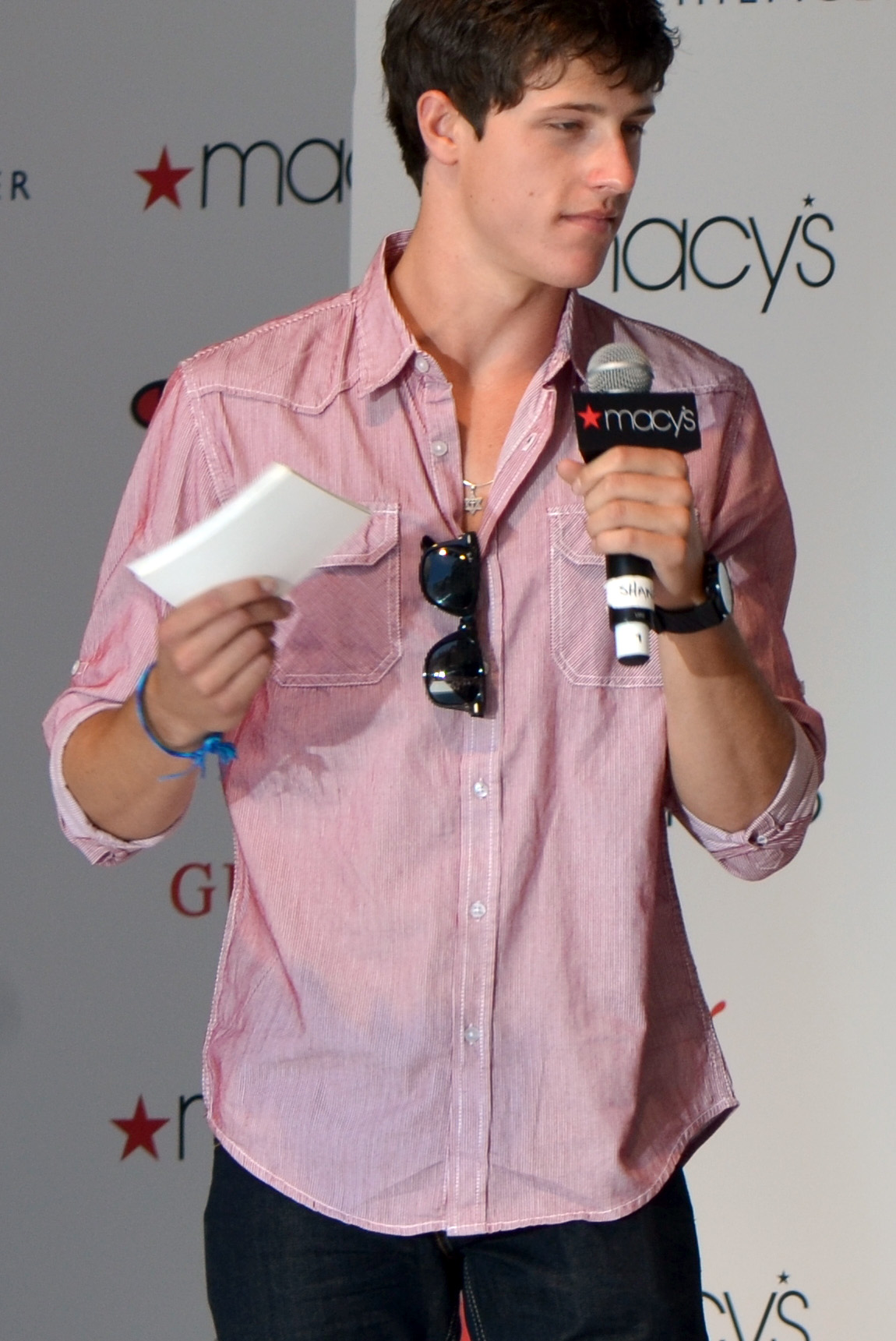
Harper, 2011

Shane Steven Harper (* 14. Februar 1993 in La Jolla, Kalifornien) ist ein US-amerikanischer Schauspieler und Sänger. 
Er wurde bekannt durch seine Rolle als Spencer Walsh in der Disney-Serie Meine Schwester Charlie. 2011 veröffentlichte Harper sein erstes Musikalbum mit dem Titel Shane Harper. Er war von 2010 bis 2015 mit Bridgit Mendler liiert.

## Filmografie (Auswahl)
- 2007: Zoey 101 (Fernsehserie, Folge 3x17)
- 2007: High School Musical 2 (Musical)
- 2008: Dance on Sunset (Fernsehserie, 12 Folgen)
- 2010: My Name Is Khan (Stimme)
- 2010–2014: Meine Schwester Charlie (Good Luck Charlie, Fernsehserie, 28 Folgen)
- 2010: Verliebt und ausgeflippt (Flipped)
- 2011: Die Zauberer vom Waverly Place (Wizards of Waverly Place, Fernsehserie, Folge 4x05)
- 2013–2014: Awkward – Mein sogenanntes Leben (Awkward., Fernsehserie, 7 Folgen)
- 2014: Gott ist nicht tot (God’s Not Dead)
- 2014: Happyland (Fernsehserie, 8 Folgen)
- 2014: Dance-Off
- 2015: Lift me up
- 2016: The Passion (Fernsehfilm)
- 2017: Dirty Dancing (Fernsehfilm)
- 2018: Gott ist nicht tot – Ein Licht in der Dunkelheit (God’s Not Dead: A Light in Darkness)
- 2018: Code Black (Fernsehserie, 1 Folge)
- 2020: A Teacher (Miniserie, 10 Folgen)